# María Antonia Zorraquino Zorraquino
María Antonia Zorraquino Zorraquino   (Saragossa, 29 de març de 1904 - Saragossa, 22 de novembre de 1993) va ser una investigadora i bioquímica aragonesa.
La seva família posseïa una fàbrica de xocolata i el seu pare estava a favor de l'educació de les dones. María Antonia va assistir, des dels tres anys, al Col·legi Superior per a Senyoretes, on va aprendre, entre altres matèries, francès i matemàtiques. Després del pas per altres escoles, va acabar fent el batxillerat en l'Institut General i Tècnic de Saragossa. Inicialment li interessaven més les ciències però quan va mirar a través del microscopi en el laboratori del doctor Rocasolano, amic del seu pare, va tenir clar que volia estudiar química, com va explicar en una entrevista
Es va doctorar en 1930 a la Facultat de Ciències de la Universitat de Saragossa amb la tesi «Recerques sobre estabilitat i càrrega elèctrica dels col·loides» i era l'única dona de la seva promoció, que tenia vint-i-tres homes. A més,després de Jenara Vicenta Arnal Yarza, que fou la primera doctora en ciències d'Espanya, María Antonia és una de les tres primeres doctores en ciències d'Espanya, junt a Ángela García de la Puerta.
Va desenvolupar el seu treball en el Laboratori de Recerques Bioquímiques sota la direcció de Gregorio Rocasolano. El 1931 es va casar amb Juan Martín Sauras, catedràtic de Química a la Universitat de Saragossa, amb qui va tenir tres fills: Juan, que va néixer el 1932, María del Pilar, va néixer i va morir el 1933 i María Antonia, que va néixer el 1948 i va ser catedràtica de Llengua Espanyola a la Universitat de Saragossa. A pesar que li hauria agradat seguir amb el seu treball en el Laboratori de Química, el seu marit no va considerar apropiat que una dona casada treballés fora de casa. Va morir el 22 de novembre de 1993.